# Das Zeichen des Verräters
Das Zeichen des Verräters ist ein US-amerikanischer Abenteuerfilm aus dem Jahr 1951 von Hugo Fregonese mit Ricardo Montalbán und Cyd Charisse in den Hauptrollen. Der Film wurde von Universal-International Pictures produziert und basiert auf dem Roman Don Renegade von Johnston McCulley.

## Handlung
Zu Beginn des 19. Jahrhunderts wird Kalifornien ein Territorium der gerade unabhängig gewordenen Republik Mexiko.  1825 erreicht der Mexikaner Marcos Zappa an Bord eines Piratenschiffs unter Kapitän Bardoso die kalifornische Küste. Er trifft sich mit Pedro Garcia, der weiß, dass Marcos wegen Abtrünnigkeit nach Kalifornien verbannt wurde. Marcos trägt ein Kopftuch, mit dem er ein auf der Stirn eingebranntes R (für Renegade = Verräter) verdeckt. Garcia, der die Herrschaft über Kalifornien anstrebt, erpresst Marcos zur Hilfe. Er soll Garcias politischen Rivalen José de Vasquez treffen, dessen Tochter Manuella umwerben und heiraten. Damit erlangt Garcia direkten Kontakt zum aktuellen Machthaber und kann somit Vasquez kaltstellen, wenn herauskommt, dass dessen Tochter einen Renegaten geheiratet hat. Manuellas Verlobten, Miguel de Gandara, soll Marcos in einem fingierten Kampf töten.
Marcos wird nach Los Angeles geschickt, begleitet von Bardoso und dem Gehilfen Luis. Sie suchen ein von Anita Gonzales geleitetes Casino auf. Als unter den Spielern ein Kampf ausbricht, können Marcos und Bardoso flüchten, werden aber von Soldaten gesehen. Marcos, der de Vasquez, Manuella und Miguel schon vorher bei einem vorgetäuschten Überfall gerettet hat, wird zu einem Fest der Vasquez eingeladen. Dort soll das erste Mal die Flagge der Republik von Kalifornien gehisst werden. Auch Manuella, die Garcia als Verehrer abgewiesen hat, ist anwesend. Sie interessiert sich für den geheimnisvollen Retter. Marcos ist von ihr eingenommen, zeigt ihr aber das eingebrannte R. Marcos hat einen Reitunfall und will sich nur von dem Franziskanerpriester Pater Juan versorgen lassen. Garcia stellt Marcos ein Ultimatum, an dem er mit Manuella verlobt sein muss oder als Verräter enthüllt wird. Garcia befiehlt Bardoso, sich mit seinen Piraten für einen Angriff auf Los Angeles bereit zu machen, damit er die Bevölkerung retten kann. Manuella glaubt, dass Marcos mit Anita liiert ist, die für Garcia arbeitet. Marcos schwört ihr, nur sie zu lieben.
Als Manuella eine Nacht mit Marcos verbringt, beschuldigt ihr Vater ihn, Schande über seine Familie zu bringen. Er fordert, dass die beiden heiraten. Bei der Hochzeitszeremonie fordert Miguel Marcos zu einem Duell. Als während des Duells mexikanische Soldaten unter Colonel Vega erscheinen, schießt Marcos in den Boden. Vega konfrontiert Garcia mit dessen Zusammenarbeit mit dem Piraten Bardoso, der gerade mit seinen Männern verhaftet wurde. In der Haft gestand Bardoso, für Garcia zu arbeiten und auf dessen Befehl hin einen Angriff auf Los Angeles vorbereitet zu haben. Anita enthüllt Marcos als Verräter, doch Manuella erklärt, das schon seit einiger Zeit zu wissen. Zur Überraschung aller kann Pater Juan das Zeichen mit etwas Wein von Marcos Stirn abreiben. Der Franziskanerorden hat in Mexiko-Stadt von den Umsturzplänen für Kalifornien erfahren und die Regierung alarmiert. Ein Sonderbeauftragter wurde gesucht, der den Fall untersuchen sollte. Marcos meldete sich freiwillig, nahm Schande und Exil auf sich, um bei den Piraten aufgenommen zu werden und so Garcia als Verschwörer zu entlarven. Zwischen Marcos und Garcia kommt es zu einem Kampf mit Degen, den Marcos gewinnt. Zuletzt heiraten Marcos und Manuella.

## Hintergrund
Gedreht wurde der Film von Mitte Oktober bis Anfang Dezember 1950 in den Universal-Studios in Universal City.
Für den Film wurde Ricardo Montalbán von Metro-Goldwyn-Mayer ausgeliehen. Der mexikanische Generalkonsul wohnte der Filmpremiere bei, da durch den Film mexikanische Wohlfahrtsverbände unterstützt wurden.
Bernard Herzbrun und Robert F. Boyle oblag die künstlerische Leitung. Russell A. Gausman und Ruby R. Levitt waren für das Szenenbild zuständig, Leah Rhodes für die Kostüme, Bud Westmore für das Maskenbild. Verantwortliche Toningenieure waren Leslie I. Carey und Richard DeWeese.

## Veröffentlichung
Die Premiere des Films fand am 24. Juli 1951 in Los Angeles statt. In der Bundesrepublik Deutschland kam er am 5. September 1952 in die Kinos, zeitgleich auch in Österreich.

## Kritiken
Das Lexikon des internationalen Films schrieb: „Humorig aufgelockerte Abenteuermär.“
Die Filmzeitschrift Cinema lobte die herrlichen Degenduelle.
Der Kritiker des TV Guide sah einen guten, draufgängerischen Spaß. Postkartenartige Bilder und verschwenderische Kostüme und Ausstattung seien ein Plus des Abenteuers. Die Geschichtsentwicklung sei mangelhaft, was jedoch durch die rasante Action ausgeglichen werde.